# 鞏朔
巩朔（?—?），一稱士莊伯、鞏伯, 春秋时期晋国的新上军将，士氏。
前610年，巩朔代表晋国与郑国讲和，赵穿、公婿池为人质。前597年，邲之战，荀林父中军将，先縠中军佐；士会上军将，郤克上军佐；赵朔下军将，栾书下军佐。赵括、赵婴齐为中军大夫；巩朔、韩穿为上军大夫；荀首、赵同为下军大夫。韩厥为司马。晋军溃败的时候，士会派巩朔、韩穿帅七对伏兵埋伏在敖山前，所以上军不败。前589年，鞍之战，齐国败于晋国，晋景公派巩朔到周都洛邑献俘，周定王不见，派单襄公解释：击败戎狄献俘，晋国击败齐国，齐国是周朝、晋国的姻亲，报告即可，不必献俘。前588年，晋景公任命巩朔为新上军将。